# Karel Degl
Karel Degl, bei deutschen Produktionen Karl Degl (* 19. Oktober 1896 in Prag; † 19. Mai 1951 ebenda), war ein tschechoslowakischer Kameramann beim heimischen und reichsdeutschen Film sowie ein Filmproduzent mit zwei Ausflügen zur Filmregie.

## Leben und Wirken
Degl hatte nach seinem Abitur eine Handelsakademie besucht und wurde, noch in der Habsburgermonarchie, im Januar 1916 in die Leitung des Labors der Prager Lucernafilm berufen. In den beiden verbleibenden Jahren des Ersten Weltkriegs sammelte Karel Degl auch erste Erfahrungen als Kameramann tschechischsprachiger Spielfilme. Infolge der Unabhängigkeit und Entstehung der tschechoslowakischen Republik gründete Degl gemeinsam mit seinem Bruder Emanuel 1919 die eigene kleine Produktionsfirma Bratři Deglové (Gebrüder Degl). Das Unternehmen spezialisierte sich auf die Herstellung von Dokumentarfilmen und Spielfilmen. Von 1927 bis 1930 brachte die Firma überdies mit Degluv žurnál eine eigene, wöchentlich erscheinende Filmzeitschrift heraus. Mit Beginn des Tonfilmzeitalters stellte die Firma ihre Arbeit ein, und Karel Degl kehrte zu der Tätigkeit eines Kameramanns zurück.
Karel Degl stand in den ersten zwanzig Tonfilmjahren bei einer Fülle von Unterhaltungsfilmen hinter der Kamera, darunter auch mehrfach bei Inszenierungen der erfahrenen tschechischen Regieroutiniers Martin Frič, Josef Rovenský und František Čáp. Während der deutschen Besetzung und Annexion seiner tschechischen Heimat (1939 bis 1945) stand Degl auch bei den drei minder wichtigen reichsdeutschen Produktionen Kleine Mädchen – große Sorgen; Liebe, Leidenschaft und Leid sowie Glück unterwegs hinter der Kamera. Nach der Befreiung vom nazistischen Joch setzte Degl seine Arbeit als Kameramann fort und schloss sich außerdem der nationalen Filmhochschule FAMU an, wo er als Lehrer in allen filmtechnischen und filmkünstlerischen Belangen unterrichtete.

## Filmografie
als Kameramann, wenn nicht anders angegeben
- 1917: Polykarpovo zimní dobrodružství
- 1917: Pražští Adamité
- 1918: Učitel orientálních jazyků
- 1918: Kozlonoh
- 1919: Stavitel chrámu (nur Produktion)
- 1919: O devcicu (nur Co-Regie)
- 1920: Stavitel chrámu (Kurzfilm, nur Co-Regie)
- 1921: Pomsta moře
- 1925: Syn hor
- 1925: Karel Havlíček Borovský (nur Produktion)
- 1926: Na letním bytě (nur Produktion)
- 1926: Wie ein Kamel durchs Nadelöhr (Velbloud uchem jehly) (auch Produktion)
- 1928: Dcery eviny (nur Produktion)
- 1928: Hřích (nur Produktion)
- 1928: Životem vedla je láska
- 1928: Páter Vojtěch (nur Produktion)
- 1928: Podskalák (nur Produktion)
- 1929: Hříchy lásky (nur Produktion)
- 1929: Der Monte Christo von Prag (nur Produktion)
- 1929: Ztracená závěť (nur Produktion)
- 1930: Vendelínův očistec a ráj (nur Produktion)
- 1932: Písničkář
- 1933: Sedmá velmoc
- 1933: Schwester Angelika (Sestra Angelika)
- 1934: Tatranská Romanze
- 1935: Maryša
- 1936: Manja Valewska
- 1936: Pan
- 1937: Vater Kondelik und Bräutigam Vejvara (Otec Kondelík a ženich Vejvara)
- 1937: Andula vyhrála
- 1937: Jarčin Professor
- 1939: Ohnivé léto
- 1940: Babička
- 1940: Panna
- 1941: Kleine Mädchen – große Sorgen
- 1941: Jan Cimbura
- 1943: Liebe, Leidenschaft und Leid
- 1943: Barbora Hlavsová
- 1943: Glück unterwegs
- 1944: Jarní píseň
- 1944: U pěti veverek
- 1945: Bludná pouť
- 1946: Cesta k barikádám (Dokumentarfilm)
- 1947: Nikola Šuhaj
- 1948: Parohy
- 1948: Dravci
- 1949: Dnes o půl jedenácté
- 1949: Die Stieftochter des Wilddiebes oder Im Sumpfe der Großstadt (Pytlákova schovanka aneb Šlechetný milionář)
- 1950: Mordová rokle